# Lysiopetalum koelbeli
Lysiopetalum koelbeli är en mångfotingart som beskrevs av Karl Wilhelm Verhoeff 1895. Lysiopetalum koelbeli ingår i släktet Lysiopetalum och familjen Callipodidae. Inga underarter finns listade i Catalogue of Life.